# Hotel de Londres (Sevilla)
El Hotel de Londres fundado en el año 1857 inicialmente como Fonda de Londres, se encuentra en el número 7 de la Plaza Nueva de Sevilla. Está construido sobre el solar del antiguo convento de San Francisco, que se encontraba ubicado en la Plaza Nueva, en otros tiempos conocida con las nomenclaturas de Plaza de la Libertad, de la República Federal, Infanta Isabel y de San Fernando. 

## Su Fundador
Su fundador es Carlos Antonio Ricca Miazza (Pettenasco 14 de junio de 1810 - Sevilla 13 de junio de 1873). Este empresario italiano del Piamonte, llega a la capital hispalense con su hermano José María Luis (Pettenasco 1815-Sevilla 1865), quien también se dedica al mundo hostelero, gestionando la Fonda de la Unión y la del Correo Viejo (1860-1865), en la calle Corona, 15. 
Al poco tiempo de llegar a Sevilla crea la Fonda de la Unión (1845-1851), que abre sus puertas el 15 de enero de 1845, estando situada en la calle de la Unión, 1 y la Fonda de Europa situada en la calle Gallegos, 10, antes de acometer el importante proyecto de la Fonda de Londres en 1857. 
Contrae matrimonio con Concepción Sancristóbal Navas en la Iglesia del Salvador en 1845 y se establece con su familia en la calle de la Unión, 1 (actual Javier Lasso de la Vega).

## Historia
Situado en la otrora magnífica Plaza de la Libertad, y por consiguiente, en sitio céntrico inmediato a edificios dignos de ser visitados por los forasteros, y del punto de partida de los ómnibus que hacen viajes a las estaciones de las líneas férreas, por lo que se encuentra en uno de los mejores lugares de la ciudad, siendo frecuentado por cuantos visitan la capital en la época. 
El local es de considerable extensión, pues lo componen varias casas unidas, y en nada desmerece de las proporciones que debe tener una fonda de primera clase en una de las primeras capitales de España. 
Los propietarios tuvieron que luchar al fundarla con el no pequeño inconveniente que les ofrecía la existencia de otras ya acreditadas y de gran importancia, lo cual naturalmente reclamaba en la organización y arreglo del servicio interior mucho más cuidado y mayor inteligencia, si es que querían darse a conocer ventajosamente, pero esto no obstante supieron vencer tan respetable obstáculo, y para formar juicio exacto de lo que es la Fonda de Londres, bastará decir que se ha hecho lugar con justicia entre las más notables de Sevilla. 
En el orden disposición y adorno de los cuartos, se ha consultado no solo la comodidad de los huéspedes, sino también la clase del establecimiento; por lo tanto en sus salones y gabinetes, en sus cuartos de dormir y aseo no echarán nada de menos las personas de buen tono ni aquellas de más delicado gusto. Las habitaciones son independientes, y muchas de ellas dan vista a la Plaza Nueva, circunstancia que aumenta su mérito. 
La asistencia es puntual, y se manifiesta en todo el servicio esa escrupulosidad, ese deseo de complacer que tanto agrada en los establecimientos de este género. En el mismo hay suscripción a los periódicos de la capital, de la corte y de otras capitales y se reciben diarios italianos, ingleses y franceses. Los intérpretes de la fonda son Manuel Bazán, Pascual Ros y José Robles. Se habla inglés, francés, italiano y español. 
La mesa redonda se sirve todas las tardes a las cinco en punto; también se sirven comidas a cualquier hora para dentro y fuera de la casa. 
Una de las primeras usuarias es la emperatriz Isabel de Baviera, en los primeros días de mayo de 1861. El día 1 de mayo de ese año, a las 3 de la tarde, llegó a la estación de Cádiz -de riguroso incógnito-, cuando en el andén la esperaban S.A.R. el duque de Montpensier, el señor gobernador de la provincia y el honorable capitán general. La estación fue adornada para recibirla, aunque ella había anunciado un viaje de incógnito y rechazó casi todas las invitaciones que le hicieron, incluidas la del duque para alojarse en San Telmo. La Fonda de Londres la esperaba y en ella permanecería durante cuatro días rodeada por su propio servicio, recibiendo a las autoridades en sus habitaciones.
La visita de Giuseppe Verdi a la capital, en compañía de su segunda esposa, Giuseppina Strepponi, y Luis Cattaldi se produce como aparece mencionado en el periódico La Andalucía del 4 de marzo de 1863. El matrimonio se aloja en la antigua Fonda de Londres. La estancia de los Verdi en la capital hispalense fue breve, de apenas un día: llegaron el 1 de marzo por la noche y partieron en la mañana del día 3. En la fachada hay una placa conmemorativa de esta visita, colocada por la Asociación Sevillana de Amigos de la Ópera.
En esta misma Fonda de Londres, justo un año antes, en 1862, se hospeda el célebre cuentista danés Hans Christian Andersen, quien expresó: "Mi balcón daba a la Plaza Nueva, que en su mayor parte está cubierta por hileras de naranjos cargados de frutos".
Un anuncio publicado en el diario La Época (Madrid) en 1868, hace la siguiente descripción: "Este hotel, uno de los más bellos de Sevilla y el mejor situado, es frecuentado por cuantos visitan la hermosa capital de Andalucía. Recientemente esta fonda ha sido objeto de mejoras muy importantes y su elegante comedor es hoy uno de los más bellos de Europa. El trato es puntual y esmerado, estando la dirección del hotel a cargo del Sr. A. Ricca. Se habla francés, inglés, italiano y español".
A la muerte de su propietario Carlos Antonio Ricca Miazza el 13 de junio de 1873, sus descendientes cierran el establecimiento, no teniendo continuidad el mismo, ni relación alguna con los posteriores establecimientos establecidos como el Hotel de Londres (1893) regentado por Aurora Fernández, la Fonda Inglaterra (1895)  y el de más reciente creación, el Hotel Inglaterra que abre sus puertas en 1903 regentado por Pedro Tudury, todos estos en el número 13 de la Plaza Nueva.
En 1895 es su familiar Bernardino Ricca Manini (Orta San Giulio 29 de agosto de 1840 - Sevilla 21 de octubre de 1918), quien tras una importante reforma del mismo edificio (Plaza de San Fernando, 10) lo regenta hasta 1903 bajo la denominación de Gran Hotel de Europa.

## Huéspedes ilustres
Entre mil personajes y viajeros distinguidos, ha sido honrado con la presencia de SS.MM. las emperatrices de Austria y Francia, de S.A. la princesa Clotilde, esposa del príncipe Napoleón, S.A. el príncipe Amadeo de Italia, el príncipe de Arambery (Bélgica), el príncipe alemán Alejandro Crorlorysk, el príncipe de Strassbary de Prusia, el príncipe ruso Constantino, el barón Rothechild, el general Prim, embajadores de los Estados Unidos, de Inglaterra, de Austria, de Bélgica, de Brasil y de Portugal; la condesa de Montebello, la condesa de Bresson, los duques de Frias y de Fernandina, entre otros.